# Neustädtles

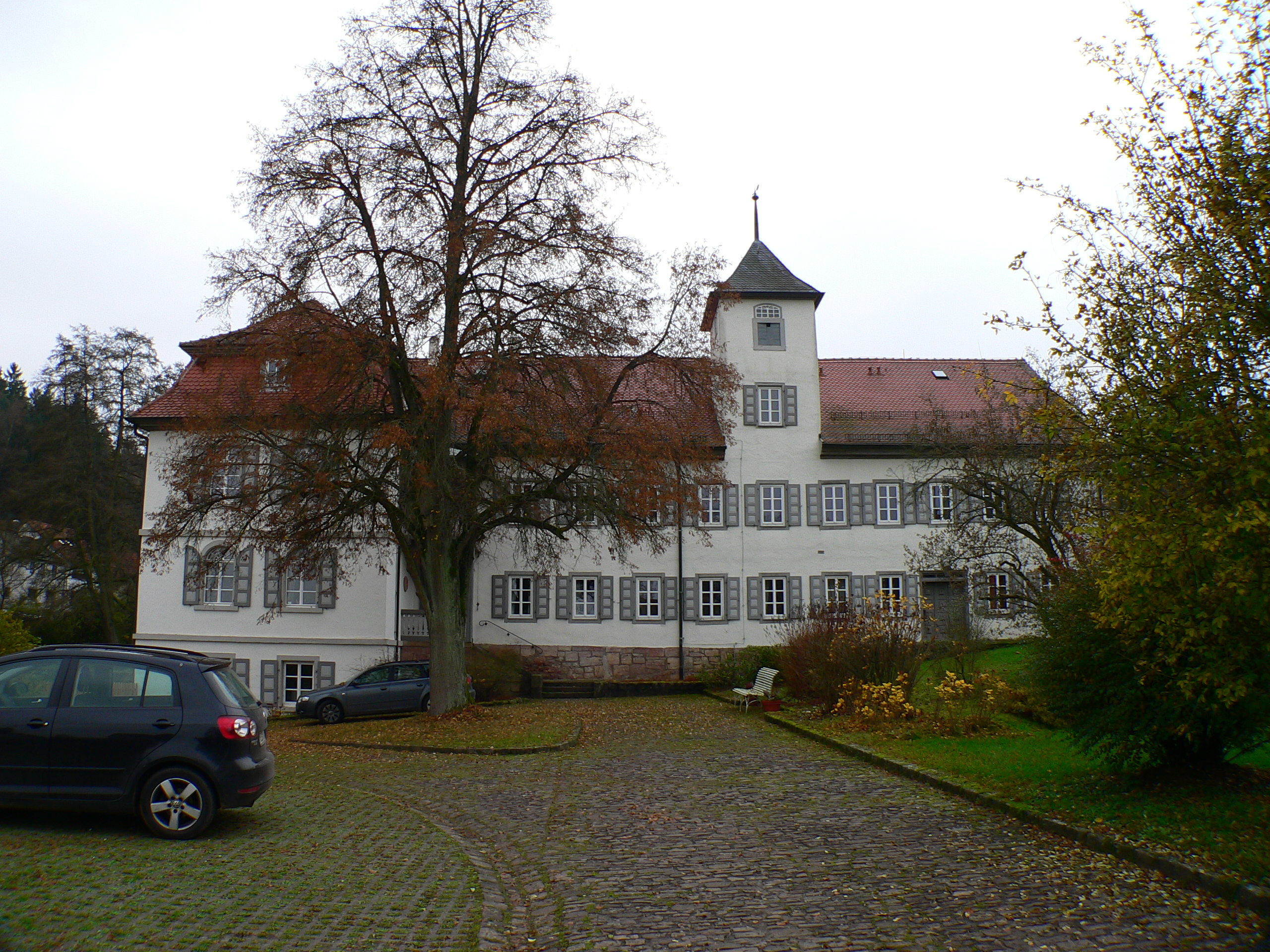
Schloss von Soden (Schloss Neustädtles)

Neustädtles ist ein Gemeindeteil der Gemeinde Nordheim v. d. Rhön im unterfränkischen Landkreis Rhön-Grabfeld in Bayern.

## Geografie

### Geografische Lage
Das Kirchdorf liegt nordöstlich von Nordheim unweit der bayrisch-thüringischen Landesgrenze zwischen den Bergen zwischen Höhnberg, Königsburg und Hasenkopf, direkt angrenzend an die Nachbargemeinden Willmars und Fladungen.

## Geschichte
Erstmals erwähnt wurde Neustädtles 1422 als fuldaisches Mannlehen der Herren von der Kere. Eberhard von der Kere verkaufte den Ort 1426 unter dem Namen „Neustättiges“ an die Gebrüder Sebastian, Melchior, Kilian und Friedrich von der Thann. Nach mehreren Besitzerwechseln kaufte der vormalige Ansbachische Staatsminister Reichsgraf Julius von Soden das Rittergut Neustädtles im Jahr 1794 für etwa 150.000 Gulden. Julius von Soden ließ 1794 um das damalige alte Gutshaus neun einstöckige Häuschen bauen und nahm Siedler aus verschiedenen Gegenden auf, so dass das Dorf bald 20 Wohnungen mit 51 Einwohnern hatte.
Das Waldgut Neustädtles war dem Ritterkanton Rhön-Werra im Fränkischen Ritterkreis zugehörig. Die jeweiligen Inhaber des Gutes übten die niedere Gerichtsbarkeit aus sowie die Polizei-, Dorf-, Flur- und Markungs-Herrschaft; ihnen stand die Ausübung der Jagd und das Fischereirecht zu. Mit dem Reichsdeputationshauptschluss 1803 verlor die Reichsritterschaft ihre Selbstständigkeit auch im Ritterkanton Rhön-Werra. Die Pflichten der ritterschaftlichen Gutsherrschaft gingen 1808 an das neu gegründete Königreich Bayern über, die Gerichtsbarkeit an das Amtsgericht Mellrichstadt. Der Schullehrer und die Schule wurden nun vom Staat bestellt und finanziert. Im Jahr 1808 einigten sich das angrenzende Herzogtum Sachsen-Meiningen und das Großherzogtum Würzburg auf einen Gebietstausch. Dabei kam u. a. das sächsische Lehen Neustädtles an Würzburg. Mit der Auflösung des Rheinbundes 1814 endete auch die Existenz des Großherzogtums Würzburg. Durch Beschluss des Wiener Kongresses fiel das Großherzogtum Würzburg größtenteils an Bayern. Seitdem gehört Neustädtles zum Untermainkreis (heute Regierungsbezirk Unterfranken).

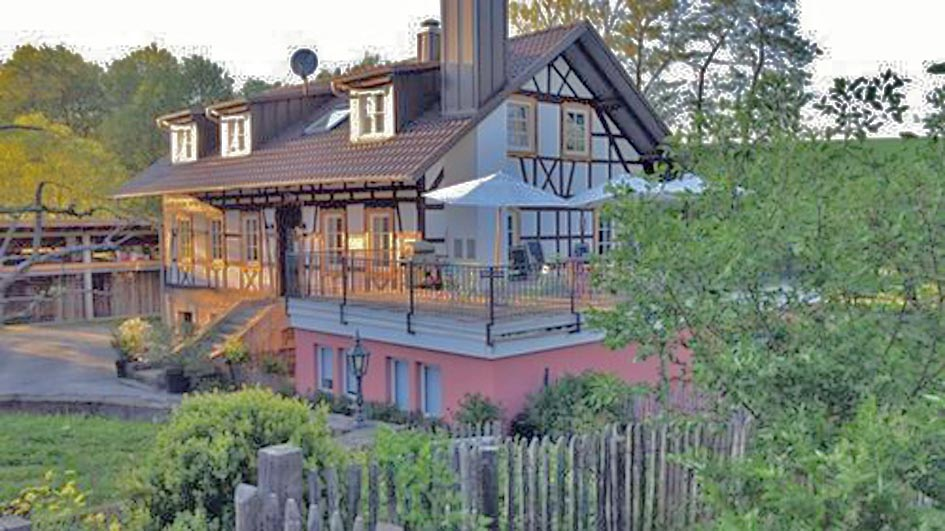
Die Grundmühle in Neustädtles

1821 lebten in 39 Häusern 270 Einwohner. 1796 beschloss die evangelische Gutsherrschaft, für die evangelischen Bewohner des Dorfes eine Kirche zu bauen, aber sie wurde  erst 1856 eingeweiht. 1811 wurde die katholische Gemeinde des Ortes caritative Filiale von Nordheim. Nach langen Vorverhandlungen wurde 1864 die katholische Kirche gebaut. Im selben Jahr erhielt der Ort einen eigenen Friedhof und um 1900 entstand am Waldrand auch der Familienfriedhof der Familie von Soden. 1864 wurde die Grundmühle erbaut.
Ende des 19. Jahrhunderts hatte der Ort zwei Schulen, eine evangelische und eine katholische. Seit 1932 besitzt Neustädtles eine zentrale Wasserversorgung und seit 1967 eine zentrale Abwasserbeseitigung.
Am 1. Januar 1972 wurde Neustädtles im Zuge der Gebietsreform in Bayern in die Gemeinde Nordheim v.d.Rhön eingemeindet.
Die Bevölkerungszahl war in den 1960er Jahren rückläufig und liegt heute bei etwa 200.

## Bürgermeister (Seit 1900)
- Benedikt Dekant	1900 bis 1911
- Johann Nöthling	1912 bis 1919
- Alexander Hahner	1920 bis 1922
- Alois Nöthling	1923 bis 1924
- Fritz Leutbecher	1924 bis 1929
- Otto Nöthling		1930 bis 1945
- Albin Nöthling	1945 bis 1947
- Josef Trost		1947 bis 1949
- Thomas Stäblein	1950 bis 1956
- Rudolf Hack		1957 bis 1972

## Religion

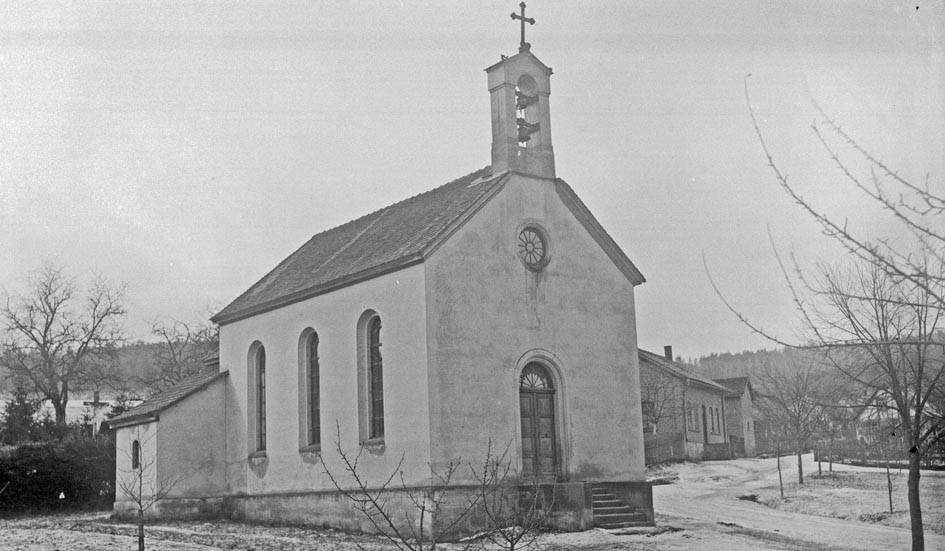
Maria Heimsuchung fotografiert von Anton Tretter um 1900

Den beiden Kirchen im Ort gehören etwa 145 katholische und etwa 50 evangelische Christen an.

## Baudenkmäler
- Schloss von Soden
- evangelische Kirche

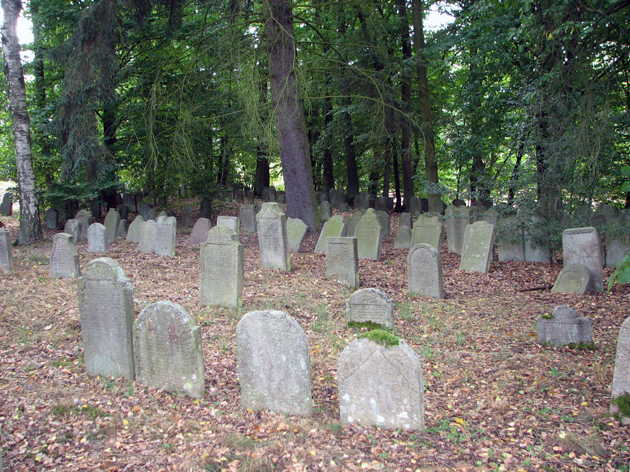
Jüdischer Friedhof

- katholische Pfarrkirche Mariä Heimsuchung mit Friedhof, erbaut 1864; mit Ausstattung; im Friedhof Friedhofskreuz, 2. Hälfte 19. Jahrhundert
- Jüdischer Friedhof von 1833

## Vereine
- Carnevalsverein Neustädtles, gegründet 1966
- Freiwillige Feuerwehr Neustädtles, gegründet 1886
- Gesangverein Neustädtles, gegründet 1921
- TSV Neustädtles – Turnverein betreibt vorrangig Fußball und Tischtennis[6]

## Persönlichkeiten
- Martin von und zu der Tann (1612–1688), Reichsfreiherr und Ritter; Herr auf Höllrich, Neustädtles, Nordheim, Wehrda und Oberwaldbehrungen
- Dietrich Philipp August von Stein zu Nord- und Ostheim (1741–1808), Käufer des Schlosses in Neustädtles
- Alfred von Soden (1866–1943), Generalleutnant